# Остен-Сакен, Дмитрий Ерофеевич
Барон (с рождения), граф (с 10 апреля 1855) Дми́трий Ерофе́евич О́стен-Са́кен (24 апреля [5 мая] 1793, Приют, Екатеринославское наместничество — 3 [15] марта 1881, Одесса, Херсонская губерния) — русский военный и государственный деятель, генерал от кавалерии (10.10.1843) и генерал-адъютант (22.08.1849). Член Государственного совета и заведующий военными поселениями на юге России. Герой Наполеоновских войн 1812—1814 гг. и русско-турецкой войны 1828—1829 гг., участник покорения Кавказа и Крымской войны.

## Биография
Барон Дмитрий Остен-Сакен родился в с. Приют Елисаветградского уезда Екатеринославского наместничества и был сыном барона Иеронима Казимира Остен-Сакена (1748—1807), впоследствии генерал-майора и шефа Елисаветградского гусарского полка, и Анны Ефимовны Остен-Сакен, урождённой Тозлуковой (ум. после 1837).
Официальной датой его рождения всегда указывалось 24 апреля 1789 года. Однако в конце жизни Д. Е. Остен-Сакен признавался: «В 1804 году записан я был в службу в Елисаветградский гусарский полк, которого шефом состоял отец мой, генерал-майор барон Ерофей Кузьмич Остен-Сакен. Мне был тогда 12-й год от роду, и потому прибавили пять лет: тогда не требовалось метрических свидетельств». В одном из писем (опубликовано Масловым в материале «Воспоминание в 1865 г. Бородинской битвы и о Бородинском памятнике в Москве») он указал, что «в день Бородина мне было 19 лет и 4 месяца», то есть по этим свидетельствам он родился в апреле 1793 года.

## Наполеоновские войны
Получил домашнее образование и 16 декабря 1804 г. поступил юнкером в Елисаветградский гусарский полк, с которым и совершил кампании 1805 и 1806—1807 гг.
За отличия во многих сражениях, между прочим под Аустерлицем, при Гейльсберге и Фридланде, был произведён 27 апреля 1807 г. в корнеты.
Затем со своим полком он находился в составе русских войск, действовавших в Австрийской Галиции; по возвращении в Россию был произведён 16 мая 1811 г. в поручики, а с началом Отечественной войны назначен адъютантом к генерал-лейтенанту графу Остерману-Толстому. В этой должности он совершил всю кампанию, причем за отличия в Бородинском сражении был произведён в штабс-ротмистры и награждён 19 декабря орденом св. Анны 4-й степени. Кроме того находился в сражениях при Островно, Витебске, Смоленске, у Валутиной Горы.
После бегства французов из Москвы преследовал неприятеля, находясь в отряде графа Милорадовича и участвовал в боях с французами под Тарутино, при Малоярославце, Вязьме (за отличие награждён 5 ноября орденом св. Владимира 4-й степени с бантом), Красном, взятии Дорогобужа.
Затем, по изгнании французов из России, Остен-Сакен был переведён в лейб-гвардии Литовский полк в награду за боевые отличия в 1812 году; в кампании 1813 г., в должности адъютанта генерала от инфантерии графа Милорадовича, отличился в сражениях под Дрезденом (награждён прусским орденом «Pour le Mérite»), Бауценом (получил орден св. Анны 2-й степени), Кульмом (17 августа 1813 г. за отличие произведён в капитаны), Лейпцигом (получил алмазные знаки к ордену св. Анны 2-й степени), Арси-сюр-Об, Фер-Шампенуазе и наконец участвовал во взятии Парижа (награждён 18 марта 1814 года Золотым оружием с надписью «За храбрость»).

## Персидская война
По окончании Наполеоновских войн барон Остен-Сакен вернулся в Россию, 28 января 1816 г. был произведён в полковники, с переводом сначала в Навагинский пехотный полк, а затем во Владимирский уланский полк и вскоре был назначен командиром Астраханского кирасирского полка, в котором он прослужил шесть лет.
Произведённый 12 декабря 1824 г. в генерал-майоры и назначенный командиром 1-й бригады 2-й уланской дивизии, он в скором времени был переведён на ту же должность во вторую бригаду той же дивизии, с которой и начал Персидскую войну 1826—1828 гг., сначала в составе отдельного Кавказского корпуса генерал-лейтенанта князя Эристова, а потом под непосредственным начальством главнокомандующего генерала от инфантерии Паскевича. Находясь в составе главных сил, Остен-Сакен со своей бригадой принимал участие в осаде и взятии крепости Аббас-Абада, в сражении при Джеван-Булаке и в разбитии войск, бывших под начальством наследного принца персидского Аббас-Мирзы. За последнее дело он был награждён 2 октября 1827 г. орденом св. Владимира 3-й степени.
Вслед за тем он был назначен начальником отдельного отряда, которому поручено было отправиться за реку Аракс к урочищу Кизил-чай и возвратить назад захваченных персиянами жителей Нахичеванской области. Выполнив блестяще поручение, он был назначен комендантом Аббас-Абада, временным правителем Нахичеванской области и главным начальником всех оставшихся там войск. Вскоре Остен-Сакен узнал, что Аббас-Мирза решил напасть во фланг и тыл русских войск, следовавших к Эривани. Быстрыми движениями он предупредил нападение и в Корульском ущелье на голову разбил значительный персидский отряд, бывший под начальством Ибрагима-хана. Затем, поступив под начальство генерал-лейтенанта князя Эристова, он некоторое время наблюдал за дорогою через Джульфинскую переправу. Двинувшись потом к Тавризу, он за участие во взятии без боя этого города, случившееся 13 октября 1827 года, был награждён 12 февраля следующего года золотой, украшенной алмазами, саблей с надписью «За храбрость». С этих пор, до заключения с персами мира он состоял начальником всего Адербейджана, города Тавриза и председателем Адербейджанского правления, за что 29 ноября 1828 г. был награждён орденом св. Анны 1-й степени и персидским орденом Льва и Солнца 1-й степени.

## Русско-турецкая война (1828—1829)
Назначенный исправляющим должность начальника штаба отдельного Кавказского корпуса, Остен-Сакен принял деятельное участие в открывшейся вслед за тем русско-турецкой войне, руководя действиями кавалерии во время осады Карса. В день штурма форштадта, взяв приступом башни и захватив восемь орудий, он штурмовал и укрепленную гору Карадаг, а потом, командуя всем правым флангом войск, много способствовал взятию Карса. За отличия, оказанные при взятии Карса, Остен-Сакен получил 16 ноября 1828 г. орден Святого Георгия 3-й степени № 409
В воздаяние отличной храбрости, оказанной в сражении против турок при осаде и взятии крепости Карса 23 апреля 1828 года, с отличною отважностию и распорядительностию взял штурмом башню на форштате, где отнято 8 орудий, наконец командуя всем правым флангом, взял город и первым вошел в сношение с пашею о сдаче цитадели
Затем ему поручено было двинуться к крепости Ахалкалаки. После трудного перехода через хребет Чалдырских гор, крепость, 24 ноября того же года, была взята и за отличие при взятии этой крепости Остен-Сакен 3 декабря 1828 г. получил алмазные знаки у ордену св. Анны 1-й степени. Затем он участвовал во взятии ряда других крепостей и в осаде и взятии Ахалцыха, за что 16 августа 1828 г. был удостоен ордена св. Владимира 2-й степени. В июне 1829 г. Остен-Сакен был назначен начальником Ахалцихского пашалыка и войск, в нём расположенных; находясь в этой должности, он совершил две экспедиции в Аджарию, одна из которых — с 15 по 22 августа, оказалась неудачной в силу нарушения Остен-Сакеном предписания генерала Паскевича о совместных действиях с генералом Гессе, в процессе четырёхдневного отступления по горным тропам русский отряд под командованием Остен-Сакена понёс значительные потери. Остен-Сакен был уволен от должности начальника штаба Кавказского корпуса и направлен командовать войсками, расположенными в Аджарии.

## Подавление польского восстания
Назначенный по окончании турецкой войны командиром 2-й бригады 1-й уланской дивизии, а потом — командующим 3-й уланской дивизией, Остен-Сакен принимал участие в июльской кампании в Польше 1831 г., и командовал авангардами сначала 3-го резервного кавалерийского корпуса и затем 1-го пехотного корпуса графа Палена; за отличие в сражениях под Венгровым, Вавром, Гроховым был 31 марта 1831 г. произведён в генерал-лейтенанты. Назначенный затем начальником отдельного отряда, он получил предписание очистить от мятежников пространство между р. Бугом и Наревом и прусской границей, и участвовал во многих стычках с мятежниками. 17 (29) мая потерпел поражение от корпуса Гелгуда в бою при Райгруде, но 7 июня нанёс ему поражение на Понарских высотах близ Вильны; 16 июля овладел Ковной, а 25 и 26 августа, командуя сводной кавалерийской дивизией в корпусе барона Крейца находился в сражении под Варшавой. За отличие в делах кампании Остен-Сакен получил орден «Virtuti militari» 2-й степени.
По окончании Польского похода Остен-Сакен был назначен командующим 4-й уланской дивизией, 8 января 1835 г. — командиром 2-го резервного кавалерийского корпуса и 23 октября был награждён орденом Белого Орла, 3 сентября 1837 г. получил орден св. Александра Невского (алмазные знаки к этому ордену пожалованы 8 сентября 1845 г.); 10 октября 1843 г. был произведён в генералы от кавалерии и, наконец, 19 сентября 1847 г. получил орден св. Владимира 1-й степени.

## Венгерская война
С началом Венгерской кампании он был назначен командующим войсками, расположенными в Галиции и за отличия, по окончании войны, получил австрийский орден Леопольда Большого креста и 22 августа 1849 г. назначен генерал-адъютантом.
20 января 1850 г. он был назначен командиром 4-го пехотного корпуса, а в следующем году — шефом Новомиргородского уланского полка. С июля 1853 г. он командовал 3-м пехотным корпусом.

## Крымская война
Когда началась война с Турцией и губернии Херсонская, Таврическая и область Бессарабская были объявлены на военном положении, то Остен-Сакену были подчинены, на правах командира отдельного корпуса, Бессарабская область и та часть Херсонской губернии, что лежит на правом берегу р. Буга. Находясь в Одессе во время объявления Крымской кампании, барон Остен-Сакен принял энергичные меры к защите города, и под его руководством были возведены те батареи, которые 10 апреля 1854 г. с успехом отражали нападение союзного флота. За это отражение он был награждён 21 апреля орденом св. Андрея Первозванного.
Вслед затем назначенный начальником Севастопольского гарнизона, он в течение всей осады принимал самое деятельное участие в обороне, причем с 18 февраля 1855 г., после отъезда князя Меншикова из Севастополя, состоял начальником севастопольских войск до прибытия нового главнокомандующего князя Горчакова. 30 марта 1855 г. Остен-Сакен назначен шефом Новоархангельского уланского полка и 28 августа покинул Севастополь со всем своим штабом.
Е. В. Тарле в своей «Крымской войне» приводит очень едкую характеристику на Остен-Сакена участника Севастопольской обороны офицера Милошевича:

«Не давай Сакен рецептов в полки и на бастионы, как делать шипучий квас, и не снабжай всех „верными“ средствами противу холеры, никто и не подозревал бы его существования в Севастополе. Он жил в четырёх стенах прекрасной квартиры в Ник[олаевской] батарее, своды над которой ежедневно посыпали [страха ради] бомбами; на бастионы показывался не более четырёх раз во все время, и то в менее опасные места, а внутренняя его жизнь заключалась в чтении акафистов, в слушании обеден и в беседах с попами».

10 апреля 1855 г., за оказанные заслуги, барон Д. Е. Остен-Сакен был пожалован в графское достоинство Российской империи; 1 января следующего года был назначен членом Государственного совета, а через год, по прошению, уволен в бессрочный отпуск. 12 апреля 1864 года Городская дума Елисаветграда приняла решение присвоить Дмитрию Остен-Сакену звание «Почётный гражданин Елисаветграда». 12 декабря 1874 г., в день пятидесятилетия служения Остен-Сакена в генеральских чинах, ему были пожалованы алмазные знаки ордена св. Андрея Первозванного.
В 1874 году занимал должность попечителя Одесского учебного округа.
Цареубийство 1 марта 1881 года так поразило его, что он слег в постель и 4 марта 1881 года скончался в Одессе, «официально» — на 92-м году от рождения, прослужив 73 года в офицерских чинах и 56 лет — в генеральских. С марта 1865 года и до конца жизни занимал наивысшее положение среди всех российских генералов по длительности пребывания в генеральских чинах. За время своей службы он принимал участие в 15 кампаниях и более, чем в 90 сражениях и стычках, но, несмотря на храбрость, ни разу не был ни ранен, ни контужен. 10 марта 1881 г. он был похоронен на одесском Первом (Старом) христианском кладбище при храме Всех Святых.

## Военные чины
- Корнет (27.04.1807)
- Поручик (16.05.1811)
- Штабс-ротмистр (1812)
- Капитан (17.08.1813)
- Полковник (28.01.1816)
- Генерал-майор (12.12.1824)
- Генерал-лейтенант (31.03.1831)
- Генерал от кавалерии (10.10.1843)

## Награды
Российские:
- Орден Святой Анны 4-й степени (1812)
- Орден Святого Владимира 4-й степени с бантом (03.06.1813)
- Орден Святой Анны 2-й степени (15.09.1813)
- Алмазные знаки к ордену Святой Анны 2-й степени (1814)
- Золотая шпага с надписью «За храбрость» (18.03.1814)
- Орден Святого Владимира 3-й степени (02.10.1827)
- Золотая сабля с надписью «За храбрость», украшенная алмазами (12.02.1828)
- Орден Святого Георгия 3-й степени (16.11.1828)
- Орден Святой Анны 1-й степени (29.11.1828)
- Алмазные знаки к ордену Святой Анны 1-й степени (03.12.1828)
- Орден Святого Владимира 2-й степени (21.04.1829)
- Знак отличия за военное достоинство 2-й степени (1831)
- Табакерка с вензелем Его Императорского Величества (1834)
- Орден Белого орла (23.10.1835)
- Орден Святого Александра Невского (03.09.1837)
- Табакерка с портретом Его Императорского Величества, украшенная бриллиантами (1842)
- Бриллиантовые знаки к ордену Святого Александра Невского (08.09.1845)
- Орден Святого Владимира 1-й степени (19.09.1847)
- Знак отличия беспорочной службы за XL лет (1851)
- Орден Святого Андрея Первозванного (21.04.1854)
- Мечи к ордену Святого Андрея Первозванного «по праву присоединения» (05.08.1855)[6]
- Бриллиантовые знаки к ордену Святого Андрея Первозванного (12.12.1874)

Иностранные:
- Прусский орден Pour le Mérite (1813)
- Баварский Военный орден Максимилиана Иосифа 3-й степени (1814)
- Персидский орден Льва и Солнца 1-й степени с бриллиантами (1827)
- Австрийский орден Леопольда, большой крест (1850)

В честь Д. Е. Остен-Сакена назван атолл Остен-Сакена [Катиу] (Тихий океан, острова Россиян) — открыт в 1820 году (и тогда же присвоено название) экспедицией Беллинсгаузена—Лазарева.

## Литературная деятельность
Граф Д. Е. Остен-Сакен напечатал:
- Катехизис верховой езды. — Елисаветград, 1838
- Оборона против нападающих на оборону Севастополя // «Военный сборник». — 1861. — № 2
- Мысли о драгунах // «Военный сборник». — 1861. — № 7
- Мысли об устройстве лёгкой конницы и некоторые замечания // «Военный сборник». — 1862. — № 7
- Действия отдельного отряда генерал-майора, потом генерал-лейтенанта барона Остен-Сакена в войну 1831 года. — СПб., 1865
- Мысли о некоторых предметах военного дела и разные военно-историческия сведения. — СПб., 1865
- Начало самобытной жизни А. С. Хомякова //«Утро». — 1866. — С. 426—429.
- Мысли о воспитании детей и советы детям моим, когда Бог благословит их добрыми жёнами и детьми. — М., 1867
- Обращение генерал-адъютанта графа Д. Е. Остен-Сакена к гражданам Одессы. — Одесса, 1872
- — 1870. — № 10. — С. 237—248.
- Военный совет при обороне Севастополя 29-го июля 1855 года. (Возражения на статью кн. Ал. Барятинского) Архивная копия от 27 декабря 2013 на Wayback Machine // «Русская старина». — 1874. — Т. 11 — № 10. — С. 331—338.
- Сведения об осмотре в Елизаветграде и Одессе некоторых учебных и благотворительных заведений и о введении мною лесоводства во время управления с 1835 по 1850 год первыми 8-ю округами бывшего военного поселения. — Елисаветград, 1874
- Николай Николаевич Муравьев в 1828—1856 гг. Архивная копия от 27 декабря 2013 на Wayback Machine // «Русская старина». — 1874. — Т. 11 — № 11. — С. 534—543.

Любопытные рукописные мемуары Д. Е. Остен-Сакена, датированные 1869 годом, хранятся в Государственном архиве Российской Федерации
(ф. 1463, оп. 1, д. 1117).